# Quercus tungmaiensis
Quercus tungmaiensis — вид рослин з родини букових (Fagaceae), поширений у південному Тибеті й Гімалаях Індії.

## Опис
Досягає 30 метрів заввишки. Кора сірувато-коричнева, луската. Молоді гілочки густо вкриті сірувато-коричневим запушенням, стаючи майже голими. Листки вічнозелені у рідному кліматі, але опадають, якщо занадто холодний клімат; трохи шкірясті, яйцювато-ланцетні, 10–20 × 3–4.5 см; верхівка загострена; основа округла; край пилчастий, загнутий; молоде листя вкрите сіруватими зірчастими волосками, стає голим; зріле листя з обох сторін зелене, голе, за винятком деяких волосків уздовж середини внизу; ніжка спочатку запушена, потім гола, 5–15 мм. Жолуді яйцювато-конічні, 15–20 мм завдовжки й 10–12 мм ушир; чашечка у діаметрі 8–12 мм; дозрівають першого року.

## Середовище проживання
Поширення: Китай (Тибет), Індія (Аруначал-Прадеш). Росте на висотах від 1900 до 2600 метрів, у гірських лісових місцях проживання.

## Використання й загрози
Точне використання невідоме, але дуб може бути вразливим до незаконних рубок і збору дров.
Цьому виду загрожує перетворення земель для урбанізації та монокультурних культур, таких як каучук і пальмова олія.